# Raymond Willems
Raymond Willems (Schaarbeek, 9 december 1952) is een voormalig Belgisch lid van het Waals Parlement.

## Levensloop
Willems werd de verantwoordelijke van de informatiedienst van de Campus de la Plaine van de ULB, waar hij eveneens de ondervoorzitter was van het liberaal syndicaat. In 1982 werd hij toegelaten tot de raad van bestuur van de universiteit.
Hij is woonachtig in Limal, waar hij van 1984 tot 1988 de voorzitter was van de plaatselijke jongerenafdeling van de PRL (sinds 2002 Mouvement Réformateur). Vervolgens werd hij in 1988 de voorzitter van de PRL-afdeling van Waver en in 1992 de secretaris van de PRL-afdeling van Waals-Brabant. Hij werd ook de voorzitter van voetbalclub Racing Jet Wavre.
In oktober 1988 werd hij verkozen tot gemeenteraadslid van Waver en in oktober 1994 werd hij er schepen onder burgemeester Charles Aubecq. Van januari 1997 tot juni 1999 zetelde hij tevens in het Waals Parlement en in het Parlement van de Franse Gemeenschap in opvolging van Charles Aubecq. 
In juni 1999 wilde hij gedeputeerde worden van de provincie Waals-Brabant, maar na de vorming van de nieuwe Waalse Regering (waar de PRL aan deelnam) werd hij van 1999 tot 2003 secretaris van minister Serge Kubla. In 2000 werd hij tevens verkozen tot provincieraadslid van Waals-Brabant en van 2001 tot 2003 was hij voorzitter van de provincieraad.
Toen er in mei 2003 een plaats vrijkwam in de deputatie van Waals-Brabant, werd hij benoemd tot de nieuwe gedeputeerde van Waals-Brabant. Hierdoor moest hij stoppen als schepen van Waver en als voorzitter van de provincieraad. Wegens gezondheidsredenen moest hij in oktober 2006 echter zijn mandaat van gedeputeerde en van provincieraadslid beëindigen. Sinds 2006 is hij opnieuw gemeenteraadslid van Waver.